# 2008–2009-es angol labdarúgó-bajnokság (első osztály)
A 2008–2009-es Premier League szezon a tizenhetedik bajnokság megalakulása óta. 2008. augusztus 16-án, szombaton indult a bajnokság, a sorsolást június 19-én tartották. Az utolsó játéknapot 2009. május 24-én rendezték meg. A címvédő Manchester United tizedik Premier League-győzelmét aratta 2008-ban. Végül a Manchester a szezonban megvédte bajnoki címét, az utolsó előtti játéknapon szerezték meg újabb, a 18. bajnoki trófeájukat. Ezzel az első osztályú győzelmek számában beérték a mögöttük végző Liverpoolt.
A bajnokság 20 csapatából 17 a korábbi szezonban is az élvonalban játszott, 3 csapat pedig a másodosztályból jutott fel. A Reading, a Birmingham City és a Derby County a másodosztályban szerepelnek, a Championshipből a West Bromwich Albion és a Stoke City csapata egyeneságon jutott fel az első osztályba, míg a fennmaradó egy helyért a Bristol City és a Hull City mérkőzött meg a Wembley Stadionban rendezett rájátszás döntőjében május 28-án, ahol a Hull City 1–0-ra verte a Bristol City-t, így a Stoke-hoz és a West Bromhoz hasonlóan biztosította helyét a 2008–2009-es szezonban.
Ettől a szezontól a csapatok hét cserejátékost nevezhetnek a mérkőzésekre a korábbi öt helyett. Ez a szezon abban is különbözött a korábbiaktól, hogy újév napján nem rendeztek mérkőzést.
A szezon első gólját az Arsenal új játékosa, Samir Nasri szerezte, aki az újonnan felkerült West Bromwich Albion ellen a 4. percben volt eredményes.
West Bromwich Albion volt az első kieső, miután Liverpool 2-0-ra nyert West Brom. fölött 2009. május 17-én. A másik kettő kieső: Middlesbrough és a Newcastle United. A gólkirály Nicolas Anelka lett.

## Feljutott csapatok
Az alábbi csapatok jutottak fel erre a szezonra az élvonalba:
- West Bromwich Albion (Championship 2007–08: bajnok)
- Stoke City (Championship 2007–08: második)
- Hull City (Championship 2008-as rájátszás: győztes)

## Kiesett csapatok
Az alábbi csapatok estek ki az élvonalból a szezon végén:
- Newcastle United
- Middlesbrough
- West Bromwich Albion

## Táblázat
Utolsó frissítés: 2009. május 24.
# = Helyezés; M = Játszott Meccsek száma; Gy = Győzelem; D = Döntetlen; V = Vereség; Lg = Lőtt gólok; Kg = Kapott gólok; Gk = Gólkülönbség; Pont = Pontok

Rendezési elv: 1.: pontszám; 2.: gólkülönbség; 3.: lőtt gólok száma
Európai kvalifikációk:

a) Bajnokok Ligája: A bajnokság első három helyezettje automatikusan a 2009–10-es Bajnokok Ligája csoportkörébe kerül, míg a bajnokság negyedik helyezettje a nem bajnokként indulók harmadik selejtezőkörében indulhat.

b) Európa-liga: A bajnokság ötödik helyezettje a 2009–10-es Európa-liga negyedik selejtezőkörében indulhat. A másik két hely az Európa-ligában az FA-kupa és a Ligakupa győzteseit illeti. Az FA-kupa győztes – a bajnoki ötödik helyezetthez hasonlóan – a negyedik selejtezőkörben indulhat, míg a Ligakupa győztes az Európa-liga harmadik selejtezőkörébe kerül. Ha az egyik kupagyőztes a bajnokságban ötödik vagy jobb helyen végez, akkor a hatodik helyezett csapat indulhat az egyik győztes helyett. Amennyiben mindkét kupa győztese hatodik vagy jobb helyen végzett a bajnokságban, akkor a bajnoki hetedik helyezett csapat is indulhat az Európa-liga selejtezőjében (ebben az esetben a hatodik helyezett veszi át az FA-kupa-, míg a hetedik helyezett a Ligakupa-győztes helyét).

## Eredmények
Utolsó frissítés: 2009. május 24.
|             | ARS | AST | BLA | BOL | CHE | EVE | FUL | HUL | LIV | MNC | MNU | MID | NEW | POR | STK | SUN | TOT | WBA | WHU | WIG |
| ----------- | --- | --- | --- | --- | --- | --- | --- | --- | --- | --- | --- | --- | --- | --- | --- | --- | --- | --- | --- | --- |
| Arsenal     |     | 0–2 | 4–0 | 1–0 | 1–4 | 3–1 | 0–0 | 1–2 | 1–1 | 2–0 | 2–1 | 2–0 | 3–0 | 1–0 | 4–1 | 0–0 | 4–4 | 1–0 | 0–0 | 1–0 |
| Aston Villa | 2–2 |     | 3–2 | 4–2 | 0–1 | 3–3 | 0–0 | 1–0 | 0–0 | 4–2 | 0–0 | 1–2 | 1–0 | 0–0 | 2–2 | 2–1 | 1–2 | 2–1 | 1–1 | 0–0 |
| Blackburn   | 0–4 | 0–2 |     | 2–2 | 0–2 | 0–0 | 1–0 | 1–1 | 1–3 | 2–2 | 0–2 | 1–1 | 3–0 | 2–0 | 3–0 | 1–2 | 2–1 | 0–0 | 1–1 | 2–0 |
| Bolton      | 1–3 | 1–1 | 0–0 |     | 0–2 | 0–1 | 1–3 | 1–1 | 0–2 | 2–0 | 0–1 | 4–1 | 1–0 | 2–1 | 3–1 | 0–0 | 3–2 | 0–0 | 2–1 | 0–1 |
| Chelsea     | 1–2 | 2–0 | 2–0 | 4–3 |     | 0–0 | 3–1 | 0–0 | 0–1 | 1–0 | 1–1 | 2–0 | 0–0 | 4–0 | 2–1 | 5–0 | 1–1 | 2–0 | 1–1 | 2–1 |
| Everton     | 1–1 | 2–3 | 2–3 | 3–0 | 0–0 |     | 1–0 | 2–0 | 0–2 | 1–2 | 1–1 | 1–1 | 2–2 | 0–3 | 3–1 | 3–0 | 0–0 | 2–0 | 3–1 | 4–0 |
| Fulham      | 1–0 | 3–1 | 1–2 | 2–1 | 2–2 | 0–2 |     | 0–1 | 0–1 | 1–1 | 2–0 | 3–0 | 2–1 | 3–1 | 1–0 | 0–0 | 2–1 | 2–0 | 1–2 | 2–0 |
| Hull        | 1–3 | 0–1 | 1–2 | 0–1 | 0–3 | 2–2 | 2–1 |     | 1–3 | 2–2 | 0–1 | 2–1 | 1–1 | 0–0 | 1–2 | 1–4 | 1–2 | 2–2 | 1–0 | 0–5 |
| Liverpool   | 4–4 | 5–0 | 4–0 | 3–0 | 2–0 | 1–1 | 0–0 | 2–2 |     | 1–1 | 2–1 | 2–1 | 3–0 | 1–0 | 0–0 | 2–0 | 3–1 | 3–0 | 0–0 | 3–2 |
| Man. City   | 3–0 | 2–0 | 3–1 | 1–0 | 1–3 | 0–1 | 1–3 | 5–1 | 2–3 |     | 0–1 | 1–0 | 2–1 | 6–0 | 3–0 | 1–0 | 1–2 | 4–2 | 3–0 | 1–0 |
| Man. United | 0–0 | 3–2 | 2–1 | 2–0 | 3–0 | 1–0 | 3–0 | 4–3 | 1–4 | 2–0 |     | 1–0 | 1–1 | 2–0 | 5–0 | 1–0 | 5–2 | 4–0 | 2–0 | 1–0 |
| M'brough    | 1–1 | 1–1 | 0–0 | 1–3 | 0–5 | 0–1 | 0–0 | 3–1 | 2–0 | 2–0 | 0–2 |     | 0–0 | 1–1 | 2–1 | 1–1 | 2–1 | 0–1 | 1–1 | 0–0 |
| Newcastle   | 1–3 | 2–0 | 1–2 | 1–0 | 0–2 | 0–0 | 0–1 | 1–2 | 1–5 | 2–2 | 1–2 | 3–1 |     | 0–0 | 2–2 | 1–1 | 2–1 | 2–1 | 2–2 | 2–2 |
| Portsmouth  | 0–3 | 0–1 | 3–2 | 1–0 | 0–1 | 2–1 | 1–1 | 2–2 | 2–3 | 2–0 | 0–1 | 2–1 | 0–3 |     | 2–1 | 3–1 | 2–0 | 2–2 | 1–4 | 1–2 |
| Stoke City  | 2–1 | 3–2 | 1–0 | 2–0 | 0–2 | 2–3 | 0–0 | 1–1 | 0–0 | 1–0 | 0–1 | 1–0 | 1–1 | 2–2 |     | 1–0 | 2–1 | 1–0 | 0–1 | 2–0 |
| Sunderland  | 1–1 | 1–2 | 0–0 | 1–4 | 2–3 | 0–2 | 1–0 | 1–0 | 0–1 | 0–3 | 1–2 | 2–0 | 2–1 | 1–2 | 2–0 |     | 1–1 | 4–0 | 0–1 | 1–2 |
| Tottenham   | 0–0 | 1–2 | 1–0 | 2–0 | 1–0 | 0–1 | 0–0 | 0–1 | 2–1 | 2–1 | 0–0 | 4–0 | 1–0 | 1–1 | 3–1 | 1–2 |     | 1–0 | 1–0 | 0–0 |
| West Brom   | 1–3 | 1–2 | 2–2 | 1–1 | 0–3 | 1–2 | 1–0 | 0–3 | 0–2 | 2–1 | 0–5 | 3–0 | 2–3 | 1–1 | 0–2 | 3–0 | 2–0 |     | 3–2 | 3–1 |
| West Ham    | 0–2 | 0–1 | 4–1 | 1–3 | 0–1 | 1–3 | 3–1 | 2–0 | 0–3 | 1–0 | 0–1 | 2–1 | 3–1 | 0–0 | 2–1 | 2–0 | 0–2 | 0–0 |     | 2–1 |
| Wigan       | 1–4 | 0–4 | 3–0 | 0–0 | 0–1 | 1–0 | 0–0 | 1–0 | 1–1 | 2–1 | 1–2 | 0–1 | 2–1 | 1–0 | 0–0 | 1–1 | 1–0 | 2–1 | 0–1 |     |

A hazai csapat a bal oszlopban, a vendég csapat a felső sorban van.
Színek: Kék: a hazai csapat győzött; Fehér: döntetlen; Piros: a vendég csapat győzött

### Fordulók
* A 3. fordulóból elmaradt mérkőzés bepótlása miatt a Manchester United Wigan elleni találkozója a 36. és 37. játékhét között kerül megrendezésre.

## Statisztika

### Gólok
| Első gól                         | Samir Nasri (Arsenal) a West Bromwich Albion ellen a 4. percben (2008. augusztus 16.) |
| Első öngól                       | Robert Huth (Middlesbrough) a Tottenham Hotspur ellen a 90. percben (2008. augusztus 16.) |
| Leggyorsabb gól                  | 31 másodperc – Steve Sidwell (Aston Villa) az Everton ellen (2008. december 7.) |
| Legutolsó pillanatokban lőtt gól | 90+5 perc – Carlton Cole (West Ham) a Blackburn Rovers ellen (2008. augusztus 30.) – Gary O'Neil (Middlesbrough) a Manchester City ellen (2008. október 29.) – Steven Gerrard (Liverpool) a Blackburn Rovers ellen (2008. december 6.) |
| Legnagyobb arányú győzelem       | 6 gól – Manchester City 6–0 Portsmouth (2008. szeptember 21.) |
| Legtöbb gól egy meccsen          | 8 gól – Arsenal 4–4 Tottenham Hotspur (2008. október 29.) – Liverpool 4–4 Arsenal (2009. április 21.) |
| Legtöbb gól egy félidőben        | 7 gól – Liverpool 4–4 Arsenal (első félidő 0–1) (2009. április 21.) |
| Első mesterhármas                | Gabriel Agbonlahor (Aston Villa) a Manchester City ellen a 69., a 74. és a 76. percben (2008. augusztus 17.) |
| Leggyorsabb mesterhármas *       | 7 perc, 37 mp. – Gabriel Agbonlahor (Aston Villa) a Manchester City ellen a 69., a 74. és a 76. percben (2008. augusztus 17.) |

### Lapok
| Első sárga lap                     | Sam Ricketts (Hull City) a Fulham ellen a 29. percben (2008. augusztus 16.) |
| Első piros lap                     | Mark Noble (West Ham United) a Manchester City ellen a 38. percben (2008. augusztus 24.) |
| Legtöbb sárga lap egy mérkőzésen   | 8 – Chelsea 1–1 Manchester United – 1 a Chelsea-nek (John Obi Mikel) és 7 a Manchester Unitednek (Paul Scholes, Rio Ferdinand, Gary Neville, Dimitar Berbatov, Wayne Rooney, Patrice Evra és Cristiano Ronaldo) (2008. szeptember 21.) – Sunderland 1–1 Arsenal – 3 a Sunderlandnek (Dean Whitehead, Kieran Richardson és Dwight Yorke) és 5 az Arsenalnak (Gaël Clichy, Kolo Touré, Alexandre Song, Nicklas Bendtner és Emmanuel Adebayor) (2008. október 4.) – Aston Villa 2–2 Arsenal – 4 az Aston Villának (Gabriel Agbonlahor, Nigel Reo-Coker, Sztilijan Petrov és Gareth Barry) és 4 az Arsenalnak (Alexandre Song, Kolo Touré, Abou Diaby és Robin van Persie) (2008. december 26.) – Manchester United 3–0 Chelsea – 3 a Manchester Unitednek (Cristiano Ronaldo, Wayne Rooney és Pak Csiszong) és 5 a Chelsea-ne (Frank Lampard, José Bosingwa, Ricardo Carvalho, John Terry és Juliano Belletti) (2009. január 11.) |
| Legtöbb piros lap egy mérkőzésen   | 3 – Manchester City–Tottenham Hotspur – 2 a Manchester City-nek (Richard Dunne és Gelson Fernandes) és 1 a Tottenham Hotspurnek (Benoît Assou-Ekotto) (2008. november 9.) |
| Lap a mérkőzés legutolsó perceiben | Michael Dawson (Tottenham Hotspur) piros lap a 90+9. percben a Stoke City ellen (2008. október 19.) |

### Egyéb
| Leghosszabb hosszabbítás | 11 perc, 2 mp. – Tottenham Hotspur–Stoke City (2008. október 19.) |

## Góllövőlista
Utolsó frissítés: 2009. május 24.
| Név                | Csapat            | Gólok |
| ------------------ | ----------------- | ----- |
| Nicolas Anelka     | Chelsea           | 19    |
| Cristiano Ronaldo  | Manchester United | 18    |
| Steven Gerrard     | Liverpool         | 16    |
| Robinho            | Manchester City   | 14    |
| Fernando Torres    | Liverpool         | 14    |
| Darren Bent        | Tottenham Hotspur | 12    |
| Kevin Davies       | Bolton Wanderers  | 12    |
| Frank Lampard      | Chelsea           | 12    |
| Dirk Kuijt         | Liverpool         | 12    |
| Wayne Rooney       | Manchester United | 12    |
| Gabriel Agbonlahor | Aston Villa       | 11    |
| John Carew         | Aston Villa       | 11    |
| Peter Crouch       | Portsmouth        | 11    |
| Ricardo Fuller     | Stoke City        | 11    |
| Robin van Persie   | Arsenal           | 11    |
| Emmanuel Adebayor  | Arsenal           | 10    |
| Djibril Cissé      | Sunderland        | 10    |
| Carlton Cole       | West Ham United   | 10    |
| Jermain Defoe      | Tottenham Hotspur | 10    |
| Kenwyne Jones      | Sunderland        | 10    |
| Robbie Keane       | Tottenham Hotspur | 10    |
| Benni McCarthy     | Blackburn Rovers  | 10    |
| Matthew Taylor     | Bolton Wanderers  | 10    |
| Amr Zaki           | Wigan Athletic    | 10    |

### Öngólok
| Név                 | Csapat               | Ellenfél              |
| ------------------- | -------------------- | --------------------- |
| Robert Huth         | Middlesbrough        | Tottenham Hotspur     |
| Emanuel Pogatetz    | Middlesbrough (2)    | Liverpool             |
| Sam Ricketts        | Hull City            | Wigan                 |
| Justin Hoyte        | Middlesbrough (3)    | Stoke City            |
| Christopher Samba   | Blackburn Rovers     | West Ham United       |
| Wes Brown           | Manchester United    | Liverpool (2)         |
| Titus Bramble       | Wigan Athletic       | Sunderland            |
| Phil Jagielka       | Everton              | Stoke City (2)        |
| Phil Neville        | Everton (2)          | Hull City             |
| Paul McShane        | Hull City (2)        | Arsenal               |
| Richard Dunne       | Manchester City      | Newcastle United      |
| Julien Faubert      | West Ham United      | Arsenal (2)           |
| Jamie Carragher     | Liverpool            | Tottenham Hotspur (2) |
| Richard Dunne (2)   | Manchester City (2)  | Bolton Wanderers      |
| Gaël Clichy         | Arsenal              | Aston Villa           |
| Johan Djourou       | Arsenal (2)          | Chelsea               |
| Ross Turnbull       | Middlesbrough (4)    | Hull City (2)         |
| Kevin Davies        | Bolton Wanderers     | Aston Villa (2)       |
| Jamie Carragher (2) | Liverpool (2)        | Hull City (3)         |
| Kamil Zayatte       | Hull City (3)        | Sunderland (2)        |
| Kamil Zayatte (2)   | Hull City (4)        | Aston Villa (3)       |
| Scott Carson        | West Bromwich Albion | Aston Villa (4)       |
| Ryan Shawcross      | Stoke City           | Portsmouth            |
| Xabi Alonso         | Liverpool (3)        | Middlesbrough         |
| André Ooijer        | Blackburn Rovers (2) | Arsenal (3)           |
| Danny Shittu        | Bolton Wanderers (2) | West Bromwich Albion  |
| Kolo Touré          | Arsenal (3)          | Chelsea (2)           |
| Habib Beye          | Newcastle United     | Middlesbrough (2)     |
| Phil Bardsley       | Sunderland           | Portsmouth (2)        |
| James Beattie       | Stoke City (2)       | Arsenal (4)           |
| Összesen            | 30                   | 30                    |

## Díjak

### Havi díjak
| Hónap            | A hónap menedzsere | A hónap menedzsere | A hónap játékosa | A hónap játékosa  |
| Hónap            | Név                | Csapat             | Név              | Csapat            |
| ---------------- | ------------------ | ------------------ | ---------------- | ----------------- |
| 2008. augusztus  | Gareth Southgate   | Middlesbrough      | Deco             | Chelsea           |
| 2008. szeptember | Phil Brown         | Hull City          | Ashley Young     | Aston Villa       |
| 2008. október    | Rafael Benítez     | Liverpool          | Frank Lampard    | Chelsea           |
| 2008. november   | Gary Megson        | Bolton Wanderers   | Nicolas Anelka   | Chelsea           |
| 2008. december   | Martin O’Neill     | Aston Villa        | Ashley Young     | Aston Villa       |
| 2009. január     | Alex Ferguson      | Manchester United  | Nemanja Vidić    | Manchester United |
| 2009. február    | David Moyes        | Everton            | Phil Jagielka    | Everton           |
| 2009. március    | Rafael Benítez     | Liverpool          | Steven Gerrard   | Liverpool         |
| 2009. április    | Sir Alex Ferguson  | Manchester United  | Andrej Arsavin   | Arsenal           |

### Az év labdarúgója
Az Év labdarúgója (PFA Players' Player of the Year) díjat 2009-ben a Manchester United játékosa, Ryan Giggs nyerte.
A jelöltek a díjra a következő játékosok voltak:
- Rio Ferdinand (Manchester United)
- Steven Gerrard (Liverpool)
- Ryan Giggs (Manchester United)
- Cristiano Ronaldo (Manchester United)
- Edwin van der Sar (Manchester United)
- Nemanja Vidić (Manchester United)

### Az év fiatal labdarúgója
Az Év fiatal labdarúgója (PFA Young Player of the Year) díjat az Aston Villa játékosa, Ashley Young nyerte.
A jelöltek a következők voltak:
- Gabriel Agbonlahor (Aston Villa)
- Jonny Evans (Manchester United)
- Stephen Ireland (Man City)
- Aaron Lennon (Tottenham Hotspur)
- Rafael da Silva (Manchester United)
- Ashley Young (Aston Villa)

### Az év csapata
Kapus: Edwin van der Sar (Manchester United)

Védők: Glen Johnson (Portsmouth), Patrice Evra, Rio Ferdinand, Nemanja Vidić (mind Manchester United)

Középpályások: Steven Gerrard (Liverpool), Cristiano Ronaldo, Ryan Giggs (mindkettő Manchester United), Ashley Young (Aston Villa)

Támadók: Nicolas Anelka (Chelsea), Fernando Torres (Liverpool)

### Az év labdarúgója a szurkolók szerint
A 2008–09-es szezonban Steven Gerrard, a Liverpool játékosa nyerte az Év labdarúgója (PFA Fans' Player of the Year) díjat a szurkolók szerint.

### Érdem-díj
A Grimsby Town korábbi hátvédje, John McDermott kapta a PFA Érdem-díjat.

### Az év labdarúgója a szakírók szerint
Az Év labdarúgója díjat (Football Writers' Association Footballer of the Year) a szakírók szerint 2009-ben Steven Gerrard nyerte. A Liverpool csapatkapitánya a Manchester United játékosai Ryan Giggs és Wayne Rooney előtt végzett a szavazáson.

### Barclays Premier League Érdem-díj
- Az Aston Villa kapusa, Brad Friedel megkapta a díjat, miután sorozatban 167 bajnoki mérkőzését érte el 2008. december 5-én.[31]
- A Manchester United kapusa, Edwin van der Sar megkapta a díjat, miután megdöntötte a Premier League rekordját kapott gól nélkül játszott percek tekintetében. Sorozatban 11 kapott gól nélküli mérkőzésen játszott 2008. november 15-től (Stoke City ellen) 2009. január 27-ig (West Bromwich Albion).[32]
- A Portsmouth kapusa, David James megkapta a díjat, miután megdöntötte a Premier League rekordját legtöbb mérkőzés tekintetében 536 mérkőzéssel 2009. február 14-én, mikor a Portsmouth 2–0-ra győzött a Manchester City ellen.[33]

## Stadionok
| Csapat               | Stadion                    | Befogadóképesség |
| -------------------- | -------------------------- | ---------------- |
| Manchester United    | Old Trafford               | 76 312           |
| Arsenal              | Emirates Stadion           | 60 432           |
| Newcastle United     | St James’ Park             | 52 387           |
| Sunderland           | Stadium of Light           | 49 000           |
| Manchester City      | City of Manchester Stadion | 47 726           |
| Liverpool            | Anfield Stadion            | 45 362           |
| Aston Villa          | Villa Park                 | 42 640           |
| Chelsea              | Stamford Bridge            | 42 055           |
| Everton              | Goodison Park              | 40 170           |
| Tottenham Hotspur    | White Hart Lane            | 36 240           |
| West Ham United      | Upton Park                 | 35 303           |
| Middlesbrough        | Riverside Stadion          | 35 100           |
| Blackburn Rovers     | Ewood Park                 | 31 367           |
| Stoke City           | Britannia Stadion          | 28 000           |
| Bolton Wanderers     | Reebok Stadion             | 27 879           |
| Hull City            | KC Stadion                 | 25 404           |
| West Bromwich Albion | The Hawthorns              | 25 396           |
| Wigan Athletic       | JJB Stadion                | 25 138           |
| Fulham               | Craven Cottage             | 24 600           |
| Portsmouth           | Fratton Park               | 20 224           |

## Edzőváltások
| Csapat            | Távozott edző       | A távozás módja                                | A távozás ideje     | Érkezett edző              | A kinevezés ideje    |
| ----------------- | ------------------- | ---------------------------------------------- | ------------------- | -------------------------- | -------------------- |
| Chelsea           | Ávrám Grant         | Elbocsátották                                  | 2008. május 24.     | Luiz Felipe Scolari        | 2008. július 1.      |
| West Ham United   | Alan Curbishley     | Lemondott                                      | 2008. szeptember 3. | Gianfranco Zola            | 2008. szeptember 11. |
| Newcastle United  | Kevin Keegan        | Lemondott                                      | 2008. szeptember 4. | Joe Kinnear                | 2008. szeptember 26. |
| Tottenham Hotspur | Juande Ramos        | Elbocsátották                                  | 2008. október 25.   | Harry Redknapp             | 2008. október 26.    |
| Portsmouth        | Harry Redknapp      | A Tottenham 5 millió fontot fizetett a klubnak | 2008. október 26.   | Tony Adams                 | 2008. október 28.    |
| Sunderland        | Roy Keane           | Lemondott                                      | 2008. december 4.   | Ricky Sbragia              | 2008. december 27.   |
| Blackburn Rovers  | Paul Ince           | Elbocsátották                                  | 2008. december 16.  | Sam Allardyce              | 2008. december 17.   |
| Portsmouth        | Tony Adams          | Elbocsátották                                  | 2009. február 9.    | Paul Hart (megbízott edző) | 2009. február 9.     |
| Chelsea           | Luiz Felipe Scolari | Elbocsátották                                  | 2009. február 9.    | Guus Hiddink               | 2009. február 11.    |
| Newcastle United  | Joe Kinnear         | Egészségi okokból                              | 2009. február 16.   | Alan Shearer               | 2009. március 31.    |